# YF-115
YF-115是中华人民共和国研发的一款液体火箭发动机。发动机燃料为液氧和煤油，采用富氧预燃分级燃烧循环技术，用于长征六号、长征七号、长征十二号火箭的第二级。YF-115由西安航天动力研究所研制，2002年开始方案论证和工程设计，2006年发动机整机试车成功，2015年9月20日投入使用，在长征六号上成功进行首次飞行。